# GLX visual
GLX visual – zestaw atrybutów definiujących tryb, w jakim programy OpenGL mogą być przekazane przez GLX do okna X11, których lista jest udostępniana przez polecenie glxinfo. Programy mogą odebrać atrybut GLX visual pasujący do żądanych właściwości za pomocą glXChooseVisual, co oznacza, że GLX visual jest rozszerzeniem X visual o pomocnicze informacje bufora.
Zwielokrotniona w postaci puzzli informacja o błędzie oznacza, że nie znaleziono odpowiedniego atrybutu GLX visual (ang. Couldn't find matching GLX visual) lub podobnie brzmiącą — program próbował użyć niedostępnego na danym serwerze X11 atrybutu GLX visual. Możliwym rozwiązaniem tego problemu jest zmiana głębi koloru na wspierającą żądane operacje.